# 10.5厘米GebH 40山地榴彈炮
10.5厘米GebH 40山地榴彈炮（德語：10.5 cm Gebirgshaubitze 40）是德國在二戰中所使用的105毫米山炮。總共製造了約420門。從1942年起在芬蘭、意大利、法國、東線和巴爾幹半島跟隨著德國山地師一起作戰。它並未隨著納粹德國瓦解而退役，仍然被多個歐洲國家持續使用服役到1960年代。

## 開發和介紹
10.5厘米GebH 40是為了滿足納粹德國陸軍替換火力較為不足之7.5厘米GebH 36山地榴彈炮而設計，莱茵金属和伯勒尔公司（前奧地利百祿鋼廠）在1940年提交了設計草案以供部隊演習之用，後來選定了由伯勒尔公司的設計案，不過正式生產實際上直到1942年才開始。在1942-1945年間製造了約420門火炮。
10.5厘米GebH 40採用了非常傳統的無砲盾火炮設計，它有着標準德式的可分離制退鋤的分離式腳架、水平楔式炮閂和炮口制退器，但運輸方式和德軍常用的有所不同。它的輪子是以輕合金外覆橡膠材質輪胎製造，而彈簧懸吊系統則固定在腳架上，輪子會在腳架打開以準備射擊時向內前束 (Toe-in)。而在架設射擊陣地時會在腳架前放置一個射擊基座，這樣一來就讓火炮有了三點支撐，也減少了尋找發射位置所需要的時間（三點支撐要比四點支撐簡單）。 它的機動方式可以直接整炮拖運，也可以拆成四份放在Sd.Kfz. 2 "Kettenkrad" 半履帶車掛設的單軸後拖車拖運，或者是拆成五份讓騾馬駝運。GebH 40全重達1,660公斤，目前仍是有服役紀錄中的山砲最重的一款，但另一方面也有人認為它是最優秀的山地榴彈炮之一，因此它在部分歐洲國家服役到1960年代。
10.5厘米GebH 40有兩個不同的射程數：12,625（13,807碼）和16,740（18,310碼）。 前者的數據是和10.5厘米leFH 18榴弹炮和美國M-2對比出來的，因此更具可信性。

### 彈藥
10.5厘米GebH 40可發射眾多彈藥，但不共用其它火炮可用的105公厘穿甲弹。反坦克戰時則以三種不同的10.5厘米成形裝藥彈替代傳統穿甲彈破壞裝甲目標，照明彈則和10.5厘米leFH 18榴弹炮通用。不過它使用了獨有的高爆彈和煙霧彈。通常情況下會用六個發射藥包來達到目標射程，在極限距離上甚至可以加上第七個發射藥包。

## 註記
1. ↑  Fritz Hahn: Waffen und Geheimwaffen des deutschen Heeres 1933–1945, Bd. 1, Koblenz 1986 S. 103
2. ↑  . www.quarryhs.co.uk.   [2017-10-02]. （原始内容存档于2015-02-26）.
3. ↑  .   [28 May 2009]. （原始内容存档于2009-03-02）.
4. ↑  .   [26 October 2009]. （原始内容存档于2019-12-09）.

## 來源
- Engelmann, Joachim and Scheibert, Horst. Deutsche Artillerie 1934–1945: Eine Dokumentation in Text, Skizzen und Bildern: Ausrüstung, Gliederung, Ausbildung, Führung, Einsatz. Limburg/Lahn, Germany: C. A. Starke, 1974
- Gander, Terry and Chamberlain, Peter. Weapons of the Third Reich: An Encyclopedic Survey of All Small Arms, Artillery and Special Weapons of the German Land Forces 1939–1945. New York: Doubleday, 1979 ISBN 0-385-15090-3
- Hogg, Ian V. German Artillery of World War Two. 2nd corrected edition. Mechanicsville, PA: Stackpole Books, 1997 ISBN 1-85367-480-X

## 外部鏈接
- Pictures of the gun
- 10.5 cm GebH 40 in U.S. Ordnance Catalog（页面存档备份，存于）